# Uwe Barschel

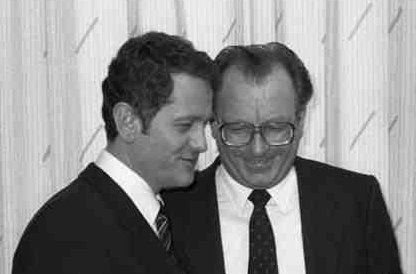
Uwe Barschel (links) met Lothar Späth, 1983

Uwe Barschel (Glienicke, 13 mei 1944 – Genève, 11 oktober 1987) was een Duits politicus van de CDU. Tussen 1982 en 1987 was hij minister-president van de deelstaat Sleeswijk-Holstein. Barschel kwam onder niet-opgehelderde omstandigheden om het leven.

## Biografie
Uwe Barschel groeide op in Börnsen bij Hamburg en werd door zijn grootouders grootgebracht. Hij studeerde rechten, economie en politieke wetenschappen aan de Christian Albrechts-Universiteit in Kiel. Nadat hij in 1971 afstudeerde, was hij werkzaam als advocaat.
In 1960 sloot Barschel zich aan bij de Junge Union, de jongerenorganisatie van de christendemocratische CDU. Twee jaar later werd hij officieel lid van de partij.  Van 1967 tot 1971 was Barschel voorzitter van de Junge Union in Sleeswijk-Holstein en vanaf 1969 was hij vicevoorzitter van de CDU in de deelstaat.
Na de lokale verkiezingen van 1971 nam Barschel zitting in de Landdag van Sleeswijk-Holstein. Door toenmalig minister-president Gerhard Stoltenberg werd hij in 1979 benoemd tot minister van Financiën in de deelstaatregering, een functie die hij gedurende een half jaar bekleedde. In juli van dat jaar verruilde hij zijn post binnen de regering voor het ministerschap van Binnenlandse Zaken. In die hoedanigheid kreeg Barschel onder meer te maken met massale protesten van de antikernenergiebeweging tegen de bouw van de kerncentrale Brokdorf.
Toen minister-president Stoltenberg zijn ambt in 1982 voortijdig neerlegde om federaal minister te worden in hoofdstad Bonn, werd Barschel naar voren geschoven als diens opvolger. Hij zou Sleeswijk-Holstein gedurende vijf jaar leiden. Ten tijde van zijn aantreden was Barschel 38 jaar oud en daarmee de jongste minister-president in de Bondsrepubliek. Bij de deelstaatverkiezingen van 1983 wist de CDU onder zijn leiding haar meerderheid te behouden en zelfs licht uit te breiden.

### Waterkant-affaire
De Waterkant-Affäre (een verwijzing naar het Watergateschandaal) was een van de grootste naoorlogse Duitse politieke schandalen; met de dood van Barschel werd daaruit de Barschel-Affäre geboren.
De media-adviseur van Uwe Barschel, Reiner Pfeiffer, vertelde aan het Duitse weekblad Der Spiegel dat hij in opdracht van Barschel diens politieke tegenstander, Björn Engholm van de SPD, moest bespioneren om vermoedens van belastingontduiking te onderbouwen. Ook zou hij afluisterapparatuur hebben moeten plaatsen in de telefoon van Barschel om hiervan de SPD te kunnen beschuldigen. Na publicatie door Der Spiegel verloor de CDU de deelstaatverkiezingen van 1987. Op 2 oktober van dat jaar trad Barschel af.
Op 11 oktober 1987 werd Barschel door twee journalisten van het weekblad Stern dood gevonden. Barschel lag volledig aangekleed in een met water gevuld bad in kamer 317 van hotel Beau-Rivage in Genève. In zijn bloed werd het slaapmiddel lorazepam aangetroffen, maar of het moord of zelfmoord was werd ook jaren later niet met zekerheid vastgesteld. Het is nagenoeg onmogelijk met alleen maar lorazepam zelfmoord te plegen. Er werden echter ook sporen van zeven andere sterke slaapmiddelen gevonden, waaronder barbituraten.
Victor Ostrovsky heeft gesuggereerd dat de Israëlische geheime dienst Barschel vermoord zou hebben om hem ervan te weerhouden activiteiten van de Mossad op Duits grondgebied te openbaren.
- Bibsys: 90137614
- CiNii: DA02565994
- Gemeinsame Normdatei: 11883049X
- International Standard Name Identifier: 0000 0000 5529 3358
- Library of Congress Control Number: n82102510
- Nationale Bibliotheek van Tsjechië: xx0006296
- Nationale Bibliotheek van Israël: 987007280778405171
- Nationale Bibliotheek van Polen: a0000003229905
- Nederlandse Thesaurus van Auteursnamen: 07300023X
- Réseau des bibliothèques de Suisse occidentale: 02-A002972310
- Istituto Centrale per il Catalogo Unico: TSAV641471
- SNAC: w6mh1zsv
- Système universitaire de documentation: 133432947
- Virtual International Authority File: 264336575
- WorldCat: E39PBJtcM9q7wP9J3KYYDFQpfq